# Cyanophilie
Als Cyanophilie bezeichnet man bei Pilzen die Blaufärbung von Plasmateilen oder Zellwänden von Basidien, Zystiden, Hyphen oder Sporen durch Baumwollblau. Färben sich die Strukturen deutlich blau an, so bezeichnet man sie als cyanophil (den blauen Farbstoff liebend), werden die Strukturen nicht blau angefärbt, werden sie als acyanophil bezeichnet.

## Sporenfärbung
Die Überprüfung der Cyanophilie wird besonders häufig bei Pilzsporen angewendet. Als cyanophil werden Sporen bezeichnet, wenn sie sich die Außenwand oder das Sporenornament mit Baumwollblau blau bis blauviolett färbt. Die Farblösung besteht aus 0,17 g Baumwollblau in 100 ml konzentrierter Milchsäure. Für den Test sollte nur Frischmaterial verwendet werden. Bei der Färbung nach Clemençon geht man folgendermaßen vor:
Ein Fragment aus dem Hymenium wird auf einem Objektträger direkt in die Farblösung gelegt. (Ein Sporenabwurf-Präparat ist ungeeignet, da für die Beurteilung auch unreife Sporen notwendig sind.) Das Präparat wird vorsichtig bis zum Aufkochen erhitzt und dann mikroskopiert. Die Beurteilung kann manchmal schwierig sein, da sich
auch der Inhalt der Sporen anfärben kann. Durch geschicktes Fokussieren ist festzustellen, ob sich wirklich die Sporenwand angefärbt ist.

## Hyphenfärbung
Man gibt einen Trama- oder Hymeniumsschnitt auf einen Objektträger und tropft anschließend eine Baumwollblau-Lactophenol-Lösung darauf. Dann erhitzt man bis zum Kochen. Das Trama- oder Hymenium„gewebe“ sollte sich bei einer positiven Reaktion blau färben. Die Farblösung Baumwollblau/Lactophenol bestehen aus: 20 g Phenol, 20 g Milchsäure, 40 g Glycerin, 0,05 g Baumwollblau und 20 ml Aqua dest.